# 進藤長定
進藤 長定（しんどう ながさだ、慶長13年（1608年） - 延宝3年5月4日（1675年6月26日））は、江戸時代前期の青侍。近衛家諸大夫。官位は筑後守。主に近衛信尋（近衛家18代当主）、尚嗣（19代当主）、基熙（20代当主）の3代にわたり近衛家に仕えた。
進藤長滋の子。姉に大石良信の妻がいる。大石良勝の娘と結婚し、その間に長房と斎藤宣盛（斎藤家養子）の二子を儲けた。延宝3年に死去。享年68。